# Statue de Bricqueville
La statue de Bricqueville ou statue de Briqueville est un buste, situé à Cherbourg-en-Cotentin, département de la Manche, en France. Elle est l'œuvre du sculpteur français Pierre-Jean David d'Angers.

## Localisation
La statue est située  à Cherbourg-en-Cotentin, sur la Place de Bricqueville.

## Histoire
Après le décès d'Armand de Bricqueville en mars 1844, colonel et député de Cherbourg, une souscription est lancée. Le projet est présenté en octobre 1845.
Le buste est l’œuvre de David d'Angers, l’œuvre est fondue par la fonderie Eck et Durand.
Deux bas-reliefs en bronze sont installés sur le piédestal. Ils sont envoyés à la fonte sous le régime de Vichy, dans le cadre de la mobilisation des métaux non ferreux.
Le monument et le socle font l'objet d'une inscription au titre des monuments historiques depuis le 18 août 2006.

## Description
Le buste en bronze est installé sur un piédestal de granit. Le piédestal présente quatre batailles où s'est illustré Armand de Bricqueville. Les reliefs figuraient une scène militaire et une scène politique.